# Luigi Zampa
Luigi Zampa, född 2 januari 1905 i Rom, död 14 augusti 1991 i Rom, var en italiensk filmregissör.

## Biografi
Zampa var arbetarson och studerade filmskapande 1932-1937 vid den italienska filmskolan Centro Sperimentale di cinematografia i Rom. Han regisserade flera italienska filmer inom genren neorealism på 1940-talet och framåt, som Leva i fred (1947), Angelina (1947), I skuggan av en stövel (1948) och Åklagaren (1953).
År 1949 gjorde han i Storbritannien den brittiska filmen Children of Chance, som han omarbetade i Italien följande år som Campane en martello.
Under 1950- och 1960-talet blev han upphovsman till flera framgångsrika filmer som hör till Commedia all'italiana-genren, några med Alberto Sordi i huvudrollen.

## Filmografi
- Risveglio di una città (1933)
- L'attore scomparso (1941)
- C'è sempre un ma! (1942)
- Signorinette (1942)
- Fra Diavolo (1942)
- L'abito nero da sposa (1945)
- Un americano in vacanza (1946)
- Vivere in pace (1947)
- L'onorevole Angelina (1947)
- Anni difficili (1948)
- Campane a martello (1949)
- Children of Chance (1949)

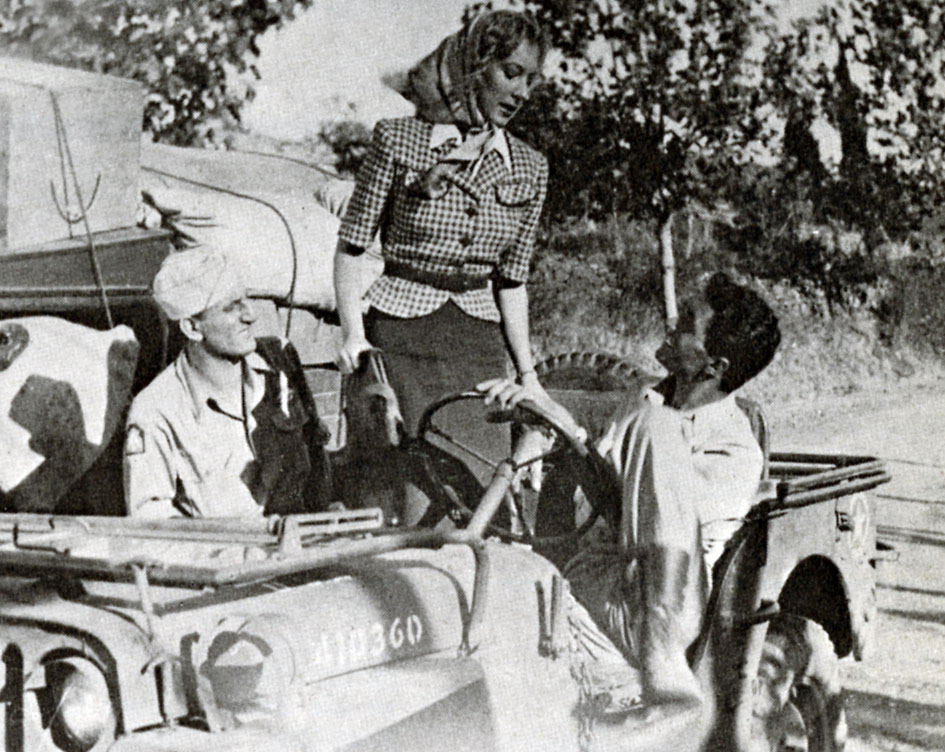
Adolfo Celi, Valentina Cortese och Leo Dale i Un americano in vacanza.

- È più facile che un cammello... (1950)
- Cuori senza frontiere (1950)
- Signori, in carrozza! (1951)
- Processo alla città (1952)
- Siamo donne (1953) - episod Isa Miranda
- Anni facili (1953)
- Questa è la vita (1954) - episod La patente
- La romana (1954)
- L'arte di arrangiarsi (1954)
- Ragazze d'oggi (1955)
- La ragazza del Palio (1957)
- Ladro lui, ladra lei (1958)
- Il magistrato (1959)
- Il vigile (1960)
- Anni ruggenti (1962)
- Frenesia dell'estate (1964)
- Una questione d'onore (1965)
- I nostri mariti (1966) - episod Il marito di Olga
- Il medico della mutua (1968)
- Le dolci signore (1968)
- Contestazione generale (1970)
- Bello, onesto, emigrato Australia sposerebbe compaesana illibata (1971)
- Bisturi, la mafia bianca (1973)
- Gente di rispetto (1975)
- Il mostro (1977)
- Letti selvaggi (1979)